# Хивинское восстание
Хивинское восстание (узб. Xiva qoʻzgʻoloni) — народное восстание против хивинского хана Асфандияра и его чиновников и зависимости от Российской империи.

## История

### Первый этап
На первом этапе Хивинского восстания (14—30 января 1916 года) повстанцы численностью в 600 человек во главе с ходжалинским наместником (беги) Авазби Ходжа, племянником Асфандияр-хана, отправились на Хиву. Спустя некоторое время число повстанцев достигло трёх тысяч человек. Повстанцы обратились лично к хану и призвали его и чиновников воздерживаться от притеснений подданных и соблюдать законы шариата. Национальный состав повстанцев состоял из узбеков, туркмен и отчасти каракалпаков. Около 300 повстанцев пришли в Хиву 18 января 1916 года и подошли к крепости Рахмонкул Тора. Напуганный таким положением, Асфандияр-хан отправил сообщение начальнику Амударьинского отдела полковнику В. П. Колосовскому и просил его подавить восстание. По приказу Колосовского русский отряд во главе с полковником Голошевским вышел к крепости Рахмонкул Тора, а руководители восстания (Авазбий Ходжа Муртазабий Ходжаев, его младший брат Махмуд Ходжа, Киёт Хоким Абдуллабек Инок Бобобеков, Кутлимурод Инок Ибодуллаев и Худой Берганбек Мохаммаднийозов из хокимията Гурлан, Мухаммад Амин Дарга из хокимията Мангит и другие) были арестованы.
3 тысячи всадников во главе с Джунаид-ханом осадили город Хиву. Колосовский обратился к туркестанскому генерал-губернатору с просьбой направить в Хиву дополнительные воинские отряды.

### Второй этап
Второй этап Хивинского восстания проходил с 1 по 14 февраля 1916 года. На этом этапе оно переросло в национально-освободительное восстание против зависимости от Российской империи. Главную роль в этом этапе сыграли туркмены во главе с Джунаид-ханом. 3—4 февраля 1916 года туркмены взяли в заложники губернаторов Ташховузского, Шохаббосского, Кийотского, Гурланского, Мангитского и Кылычбойского уездов и направились в Новый Ургенч. 7 февраля 15-тысячная толпа заняла Газиабад[уточнить]. Джунаид-хан и Хан Ишан Кошкопир направили в Хиву просьбу об освобождении заключённых. Однако лидеры повстанцев (8 человек), заключённые Колосовским в тюрьму, были убиты.
8 февраля повстанцы заняли город Новый Ургенч и потребовали от горожан 50 000 сумов компенсации. Жители хокимиятов, занятых Джунаид-ханом и в которых он ещё не побывал, приняли его подданство. В телеграмме Туркестанского генерал-губернатора Мартсона, направленной в Петроград на имя министра военных дел России, говорится, что 8 февраля жители Ханкайского хокимията под руководством ишанов стали подданными Джунаид-хана. 10 февраля повстанцы осадили Хиву. В ночь на 13 февраля армия Джунаид-хана вошла в Хиву и заняла ханский дворец. Однако Асфандияр-хан был оставлен на месте хана, но с него было взято 18 000 сумов отступных.

### Третий этап
Генерал-губернатор Туркестанской области Фёдор Мартсон, опасаясь, что восстание в Хиве перекинется на Закаспийскую область и всю Туркестанскую область, направил в Хиву военный отряд во главе с генерал-лейтенантом Галкиным[уточнить], военным губернатором Сырдарьинской области. Отряд Галкина прибыл в Хиву 15 февраля и присоединился к отряду Колосовского. Так начался процесс подавления третьего этапа Хивинского восстания (15 февраля — 4 мая 1916 года). В это время армия Джунаид-хана перерезала телеграфную связь между Хивой, Новым Ургенчем и Петроалександровском (ныне Турткуль). Однако, поскольку армия Джунаид-хана была рассеяна по городам всего ханства, он не выдержал натиска отряда Галкина и был вынужден 16 февраля покинуть Хиву. Отряд Галкина в составе 15 рот, 5 казачьих частей и 16 орудий вышел из Хивы в Газиабад утром 15 марта. Они встретили упорное сопротивление в Газиабаде. 16 марта Газиабад был захвачен, а город подожжён. 19—20 марта была взята крепость Тахта, а дворы, принадлежавшие Джунаид-хану, хану Ишану, и их товарищам, разрушены. В ночь на 19 апреля Джунаид-хан переправился через Сундуклинское ущелье в Иран.
С 24 апреля по 4 мая Галкин находился в Старом Ургенче, Ходжалы[уточнить], Порсу, Илонли (Илалли), Ташховузе, Гурлане и Новом Ургенче, после расправы с мятежниками вернулся в Хиву. Российские войска получили крупную компенсацию от населения ханства (например, 100 000 сумов от граждан Ходжалы).
Российские войска жестоко расправились не только с повстанцами, но и с членами их семей и родственниками, мирные жители были убиты.